# Loohuisbos
Het Loohuisbos is een natuurgebied ten oosten van het dorp Aalten dat wordt beheerd door Natuurmonumenten. Het ligt in de Achterhoek en is (naast negentien andere gebieden) onderdeel van het Nationaal Landschap Winterswijk, een gebied van totaal bijna 22.000 hectare groot. Ook valt het Loohuisbos binnen het Natura 2000 netwerk. Dit is een netwerk van beschermde natuurgebieden binnen het grondgebied van de Europese Unie. Het Loohuisbos heeft op de Archeologische Monumentenkaart de status van “Terrein van archeologische betekenis”. Er ligt namelijk onder de akker vermoedelijk een urnenveld.
Het Loohuisbos wordt begrensd door de Haartseweg en de Loohuisweg. Het is een voedselarm, droog bos. Het gebied is 21,36 hectare groot en bestaat voornamelijk uit bos (±14 ha) en voor een deel uit gras en bouwland (±7 ha). In de laagtes van het terrein liggen ven en veen. Daarnaast is er een kleine plas (±0,5 ha) met daarbinnen een eilandje. Binnen het gebied is geen bebouwing, maar er staan wel vier pompputten die eigendom zijn van het waterleidingbedrijf Vitens.

## Geschiedenis
Het Loohuisbos maakt deel uit van een oud cultuurlandschap aangeduid als het oude hoevenlandschap. Kenmerken van dit landschap zijn onregelmatige kavels, houtwallen, kleinere bosjes en een netwerk van slingerende wegen en paden. Het resultaat hiervan is een besloten en kleinschalig landschap. Het gebied vertoont van nature een licht reliëf gevormd door dekzandkoppen, extra geaccentueerd door bemesting met potstalmest. De historische kenmerken van het landschap zijn goed bewaard gebleven en geven het gebied een hoge cultuurhistorische waarde. Bovendien is de ontwikkelingsgeschiedenis van het gebied terug te zien in de vorm en functie van het bouwland, grasland en bos. De afwisseling tussen deze elementen geeft het terrein een hoge landschappelijke waarde, evenals het ven.
Voor 1927 was het Loohuisbos, voorheen ‘t Loohuis, in particulier bezit, net als veel andere kleinere natuurgebieden. Het gebied bestond in die tijd uit een langgerekte es omringd door een bos van grove dennen. De es werd verhuurd aan een paar naburige boeren en het ven in het bos werd in de winter gebruikt om op te schaatsen. De vereniging “Aalten’s Belang” overzag het schaatsen, en regelde bijvoorbeeld een baanveger betaald uit entreegeld. Het is mede door de recreatieve waarde van het ven in de winter, dat het gebied behouden is gebleven.
In 1927 werd het gebied geheel of deels te koop aangeboden. Het idee hiervan was, dat iedere boer die een stuk van de es huurde, zijn strook grond zou kopen samen met het hieraan grenzende bos. De boeren zouden dan hun stuk bos kunnen kappen en er weiland van kunnen maken. Toen het bestuur van Aalten’s Belang hiervan hoorde, is na een week van spoed vergaderen besloten te proberen het gehele gebied te behouden. Het doel was aanvankelijk enkel om het jaarlijkse schaatsen veilig te stellen, maar na een bezoek aan het gebied werd het bestuur gecharmeerd door het gebied rondom het ven. Op 29 november 1927 werd het Loohuisbos voor een bedrag van ƒ 27.600,- door Aalten’s Belang gekocht, al had deze vereniging slechts ƒ 50,- batig saldo. De pachters boden aan de es over te nemen voor een bedrag van ƒ 20.000,-, maar hier werd niet op ingegaan. Aalten’s Belang nam in plaats daarvan direct contact op met natuurmonumenten om aan hun het gebied aan te bieden. Na een bezoek was Natuurmonumenten enthousiast over het aanbod. Er werd besloten dat Natuurmonumenten en Aalten’s Belang respectievelijk ƒ 5300,- en ƒ 2300,- zouden inleggen voor de financiering van de aankoop. De overgebleven ƒ 20.000,- wordt voor rekening genomen door Natuurmonumenten, maar Aalten’s Belang moest hier initieel in voorzien in in de vorm van renteloze aandelen welke door de Vereniging tot Behoud van Natuurmonumenten in tien jaar zouden worden afgelost. Er werd bovendien besloten dat de pachters hun gehuurde bouwland konden blijven. In 1940 werd de weg aan de zuidkant van de spoorweg aangeplant met bomen en het fietspad verlegd naar de noordkant.

## Beheer

### Verleden (tot aan 1994)
Een van de bestuursleden van Aalten’s Belang heeft vlak na de eerste aankoop uit enthousiasme al een eerste hand gelegd aan het beheer van het gebied door het verwijderen van een aantal dode dennetjes en het aanleggen van een kronkelend wandelpad. Zodra het gebied in 1928 onder het beheer van Natuurmonumenten kwam, werd begonnen met het aanplanten van loofhout in het holle dennenbos, voornamelijk door het planten van de Amerikaanse eik en de Varenbeuk.
Het beheer is voornamelijk gericht geweest op het behoud van de landschappelijke en cultuurhistorische waarde. Zo is er veel tijd gestoken in het behoud van de natuur en genoeg mogelijkheden tot recreatie. Individuen van de Amerikaanse eik en Amerikaanse vogelkers zijn meerdere malen gedund om op deze manier de struik- en kruidlaag zich te laten ontwikkelen. Daarnaast worden dode bomen niet verwijderd om de natuur zijn gang te laten gaan. De bomen werden wel weggehaald als deze mogelijk gevaar opleverden voor recreanten. Sluipweggetjes en andere kleine paden werden afgesloten door deze dode bomen en takken te plaatsen.
Het dichtgegroeide ven werd meerdere malen uitgebaggerd en er is spoelwater ingelaten om op deze manier de verdroging en dichtslibbing van het ven tegen te gaan. Echter staat het gebied een groot deel van het jaar nog steeds droog.

### Beheer vanaf 1994
Het gebied wordt gezien als een cultuurlandschap. Het ligt nabij Aalten en ondervindt veel recreatiedruk. Het is lastig om het gebied wat betreft de natuur enorm te verbeteren door de verdroging, maar er kan wel kans worden gegeven aan zeldzame soorten door middel van beheer. De doelstelling voor het beheer vanaf 1994 is dan ook gericht op de cultuurwaarde van het gebied. Er wordt gefocust op het verhogen van de natuurwaarde van het gebied en de recreatie in het gebied.

##### Bos
Het bos bestaat voornamelijk uit de zomereik, Amerikaanse eik en beuk. De Japanse lariks, Douglas en enkele zomereiken zijn aangeplant in het gebied. Het beheer richt zich op het behoud van inheemse soorten. Om de natuurwaarde van het gebied te verhogen zal er meer diversiteit aan soorten gecreëerd worden. Deze grote diversiteit zorgt voor mogelijk meer diversiteit aan dieren en daarmee meer diversiteit in het algehele gebied. Om die grotere diversiteit aan boomsoorten te krijgen, zullen er dunningen en groepenkap plaatsvinden. Bij de verjonging zijn vooral de Amerikaanse eik en Douglas dominante soorten en verdringen de gewenste soorten. Veel van deze twee soorten worden dan ook gekapt. Op deze manier krijgen andere soorten bij de ondergroei de kans zich te ontwikkelen. Natuurmonumenten kapt periodiek nieuwe plekken open, waardoor op den duur een mozaïek ontstaat van bomen van verschillende leeftijden. Dood hout wordt in principe niet weggehaald, behalve daar waar het mogelijk gevaarlijk is voor recreanten. De Amerikaanse eik zal door middel van ringen en kappen uit het beeld van het bos verdwijnen. Hierdoor krijgen inheemse soorten de kans te groeien. Er komt veel beuk voor terug en Douglas kan eventueel ook gekapt worden waar het zich te snel uitbreidt. Japanse lariks zal niet gekapt hoeven worden. Al deze maatregelen zullen uitgevoerd worden wanneer er een verbetering van de stabiliteit in het gebied nodig is.
Het afgraven van het verlande veen verhoogt niet de diversiteit van het gebied. Daarom wordt er geen beheer uitgevoerd wat dit betreft.

##### Houtwallen
Er zijn twee houtwallen in het gebied, beide met als hoofdsoort de zomereik. Onder de houtwallen groeien struiken van berk, lijsterbes, populier, vuilboom en wilg. De houtwallen zijn een belangrijk kenmerk van het oude cultuurlandschap en worden dus in stand gehouden. Deze instandhouding is gericht op de lange termijn. Als er te veel bomen opkomen dan is er het gevaar dat ze lagere bomen en struiken overschaduwen, waardoor deze weg kunnen kwijnen. Het gevolg hiervan is het ontstaan van een bomenrij. Om de houtwallen in stand te houden is het dus van belang dat ze frequent worden afgezet. De houtwallen zijn een belangrijk leefgebied voor veel soorten. Om bij het afzetten niet het volledige leefgebied van een soort te verwijderen, wordt afzetten in fases uitgevoerd waarbij op verschillende momenten verschillende plekken worden afgezet. Bij het afzetten wordt braamstruweel behouden.

##### Gras- en bouwland
Het gras- en bouwland is belangrijk voor de kleinschalige afwisseling van het gebied omdat het in contrast staat met het bos. Verschillende soorten gebruiken de akker om te foerageren en zoeken daarnaast onderkomen in het bos. Wederom heeft dit deel van het landschap ook een cultuurhistorisch belang, waardoor het beheer van dit specifieke element in het landschap gericht is op het behoud van het bouwland. Het doel is wel om ook de natuurwaarde te verhogen.
Om het bouwland te behouden en de natuurwaarde te verhogen, wordt er gestreefd naar traditionele gewaskeuzes zoals bonen en gerst . Anders dan de andere natuurgebieden in beheer van Natuurmonumenten in Winterswijk, is er in het Loohuisbos nog sprake van reguliere pacht. Deze boer is vrij in zijn gewaskeuze.
Het beheer van het grasland omvat randenbeheer om een bloemrijke kruidenvegetatie te ontwikkelen. Deze vegetatie biedt een mooi beeld aan recreanten en is bovendien een belangrijk biotoop voor insecten. Het doel is om de diversiteit aan plantensoorten te verhogen, waardoor ook het aantal soorten vogels, insecten en zoogdier kan toenemen. Om dit te bereiken werkt natuurbeheer aan het verlagen van de voedselrijkdom van de bodem door maaisel weg te halen. Verder wordt het gebruik als grasland tot een minimum gehouden.

##### Waterhuishouding
Er is sprake van verdroging in het gebied door de ontwatering. Op deze manier krijgen soorten die afhankelijk zijn van natte en moerasachtige gebieden weinig kans. Daarnaast is het water wat er wel nog is ernstig verzuurd. Dit maakt de leefomstandigheden voor amfibieën erg lastig. Om deze omstandigheden in het ven te verbeteren, zal er een verbetering in de toevoer van spoelwater vanuit het drinkwaterstation moeten komen. Soorten zoals de groene kikker krijgen dan een grotere kans zich hier te vestigen en goed te kunnen overleven in dit gebied. Ook wordt in het ven regelmatig gebaggerd. Om diersoorten de kans te geven zich te vestigen in het gebied, zal het materiaal van baggeren niet gelijk worden verwijderd.
Het Loohuis bevat nog maar een poel momenteel. Poelen worden dan dus ook opengehouden door ten minste eens per twee jaar te maaien langs de oever. Ook is het belangrijk de poel visvrij te houden. Er kan dan mogelijk ook weggevist worden. Om de poel open te houden kan er regelmatig gebaggerd worden.

##### Fauna
Het gebied heeft een variërend landschap en op die manier krijgen veel verschillende soorten de kans zich hier te vestigen. Het beheer richt zich dan ook niet op de fauna. Door de maatregelen die al worden genomen voor o.a. de boomsoorten, wordt het gebied genoeg onderhouden om zo veel diersoorten de kans te geven in het gebied. Er is daarnaast geen sprake van jacht in het gebied.

##### Recreatie en ontsluiting
Recreatie is in het Loohuisbos een erg belangrijke factor voor beheer, aangezien het gebied veel wandelpaden telt en is aangesloten op een netwerk van paden, wordt er veel gewandeld. Dit is tevens de recreatievorm die voor Natuurmonumenten voorop staat, doordat dit de natuur het minst belast. Het beheer richt zich op de instandhouding van de paden. Sluippaden worden dus afgesloten met takafval en modderige paden worden opgehoogd met gebruik van zand. Bankjes worden waar nodig vervangen en het onderhoud aan de parkeerplaats valt onder het beheer van gemeente Aalten. Bovendien worden in het gebied geprobeerd hegges aan te leggen. Hegges zijn historische graspaden die van oudsher door akkers lopen, en waar recreanten nu gebruik van kunnen maken.

### Recent beheer

#### Dunning
In het beheerplan wordt sinds kort veel aandacht geschonken aan het bestrijden van exoten. In de winter van 2018-2019 vond er een dunning van bomen plaats in het Loohuisbos, waarbij exoten werden weggehaald, om op die manier de inheemse soorten de kans te geven te groeien. Hierbij werd een groot aantal Amerikaanse eiken weggehaald. De dunning was in dit gebied redelijk ingrijpend, aangezien er eerder voor lange tijd niks aan het beheer gedaan was. Het kappen van de exoten werd dan ook in de lokale krant van 24 januari 2018 genoemd. De kap bracht veel onrust onder inwoners die vinden dat de kap plaatsvond voor commerciële doeleinden. De vereniging ontkende dit. Vanwege de landelijke aanhoudende kritiek, stopte Natuurmonumenten desalniettemin met de kap. Ex-werknemer Quist van de stichting noemde het "moord op ons bos”".

#### Problematiek in het gebied
Er sprake van een verdroogd ven in het Loohuisbos. Dit kwam naar voren na een hydrologische onderzoek van het gebied. De verdroging van het gebied is een groot probleem en afgelopen jaren zijn er meerdere projecten geweest om het ven dat droog is komen te liggen open te houden. Het grondwaterpeil zakt dramatisch door ontwatering van de agrarische gebieden om het Loohuis heen. Het water wat nog wel in de grond zit, is erg verzuurd waardoor het ook niet geschikt is voor amfibieën. Desalniettemin wordt er jaarlijks een miljoen liter water aan het gebied onttrokken.

## Ecologie

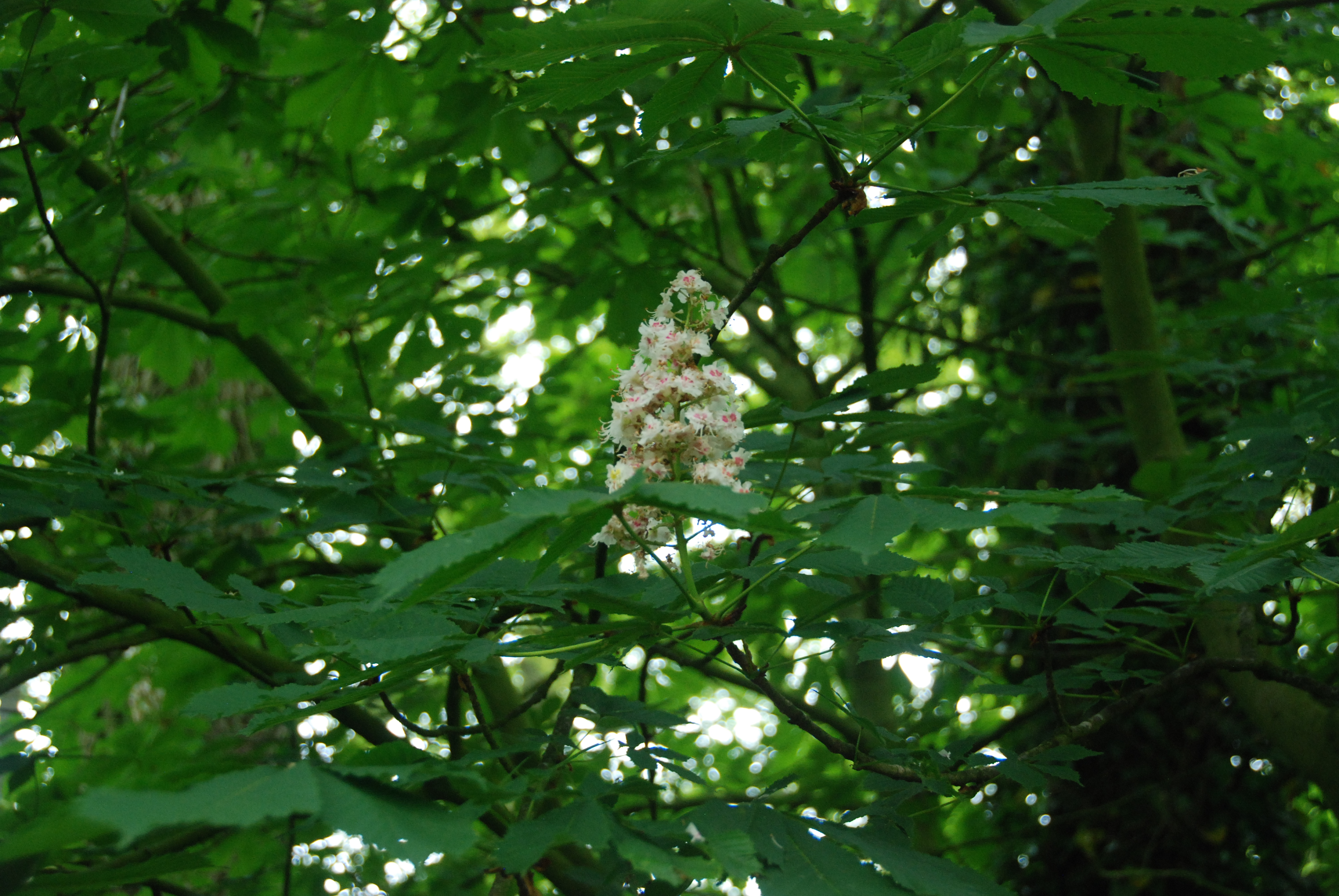
Tamme kastanje (Castanea sativa) in het Loohuisbos

Het Loohuisbos bestaat voornamelijk uit voedselarm, droog bos. Daarnaast bevat het gebied een poel en zuur ven, dit ven is permanent waterdragend. Veel voorkomende exoten zijn de Amerikaanse vogelkers en de Amerikaanse eik. Dit zijn dominerende soorten die concurreren met de oorspronkelijke natuur. De omgeving van het Loohuisbos bestaat voornamelijk uit agrarisch gebied. Hierdoor biedt het bos zelf een plaats om te foerageren en onderdak te vinden voor de vele voorkomende soorten. Naast een plek om te foerageren, biedt het bos een geschikte broedplaats voor verschillende vogelsoorten. Het agrarische stuk land, dat zich zowel midden in het bos als eromheen bevindt, wordt ook door reeën, konijnen en hazen gebruikt om te foerageren.

### Noemenswaardige soorten

#### Flora
In Winterswijk natuurvisie 2005 aangegeven als belangrijke soort:
- Dalkruid (Maianthenum bifolium)
- Lelietje-van-dalen (Convallaria majalis)
- Eenarig wollegras (Eriophorum vaginatum)
- Veenpluis (Eriophorum angustifolium)
- Veenmos (Sphagnum)

Andere opvallende soorten:
- Grove den (Pinus sylvestris)
- Zomereik (Quercus robur)
- Jacobskruiskruid (Jacobaea vulgaris)
- Knoopkruid (Centaurea jacea)
- Tamme kastanje (Castanea sativa)

Invloedrijke exoten:
- Amerikaanse eik (Quercus rubra)

- Amerikaanse vogelkers (Prunus serotina)Meikever (Melolontha melolontha) in het Loohuisbos

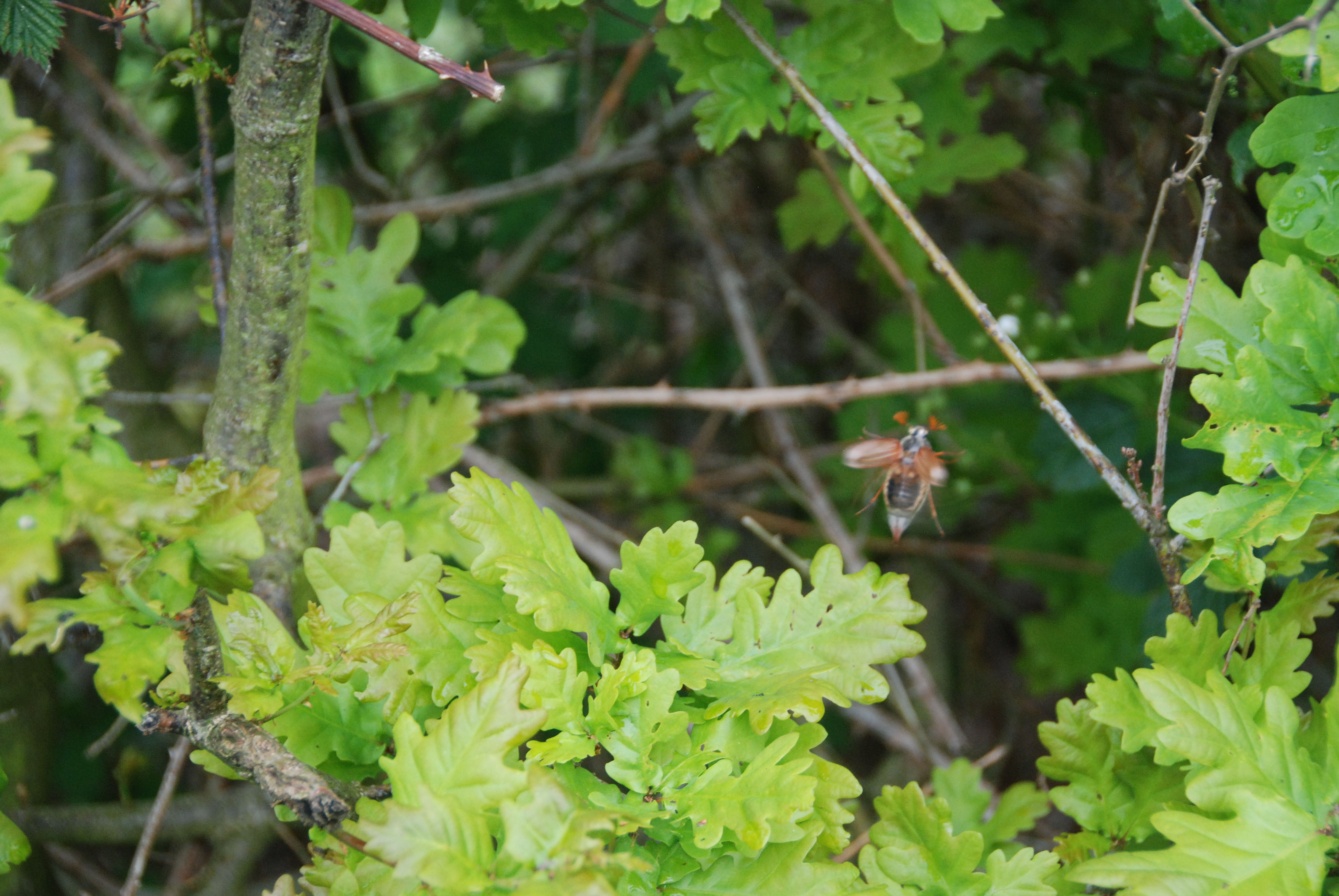
Meikever (Melolontha melolontha) in het Loohuisbos

#### Fauna
In Winterswijk natuurvisie 2005 aangegeven als belangrijke soort:
- Fluiter (Phylloscopus sibilatrix)
- Zwarte specht (Dryocopus martius)
- Kamsalamander (Triturus cristatus)

Andere opvallende soorten:
- Meikever (Melolontha melolontha) (Deed het in de jaren 60 erg slecht, is in 2019 teruggekomen)
- Groene specht (Picus viridis)
- Kale bosmier (Formica polyctena)
- Middelste bonte specht (Dendrocopos medius)
- Grote bonte specht (Dendrocopos major)
- Boomklever (Sitta europaea)
- Hermelijn (Mustela erminea)
- Glanskop (Poecile palustris)
- Ransuil (Asio otus)

## Afbeeldingen

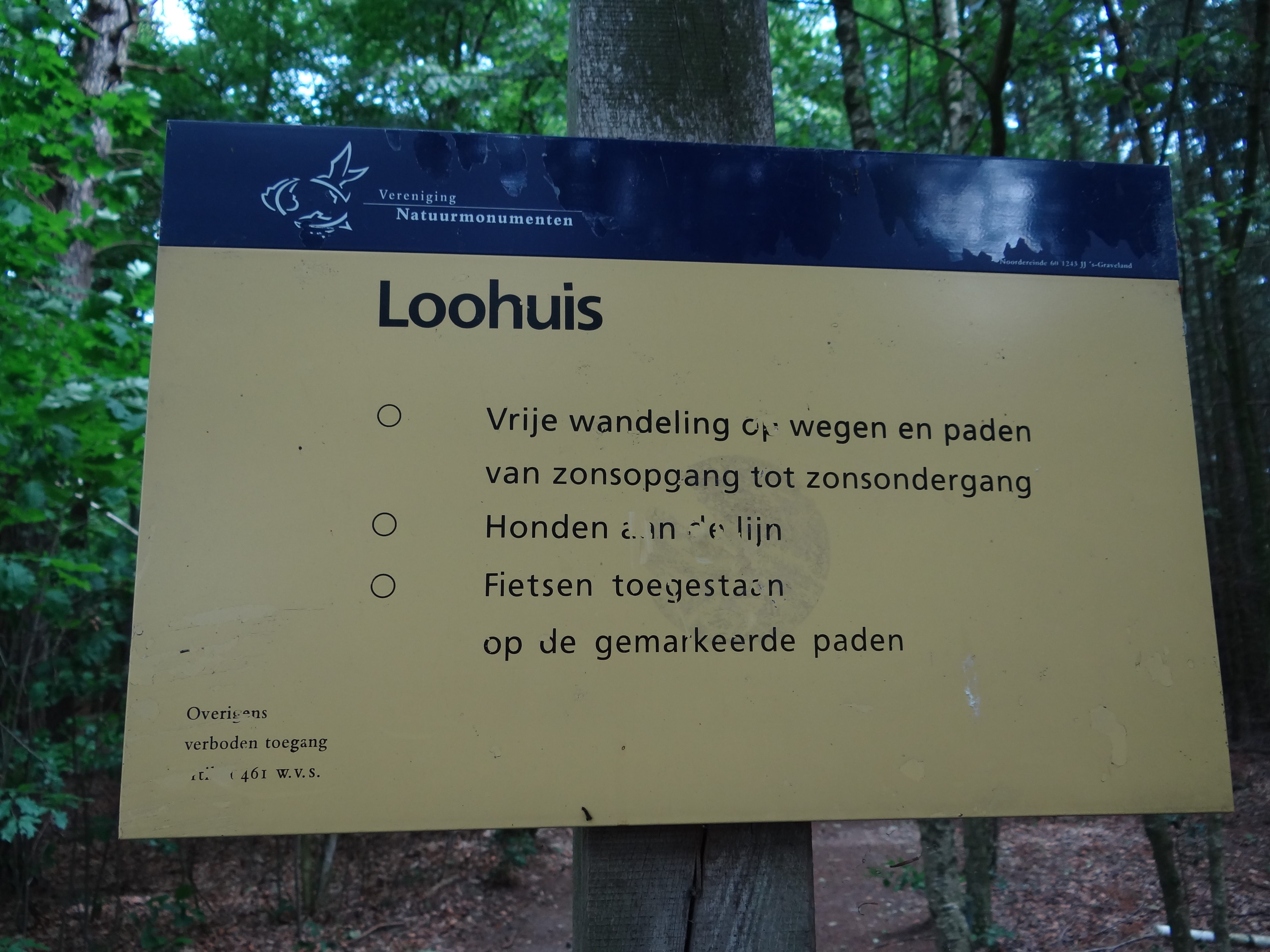
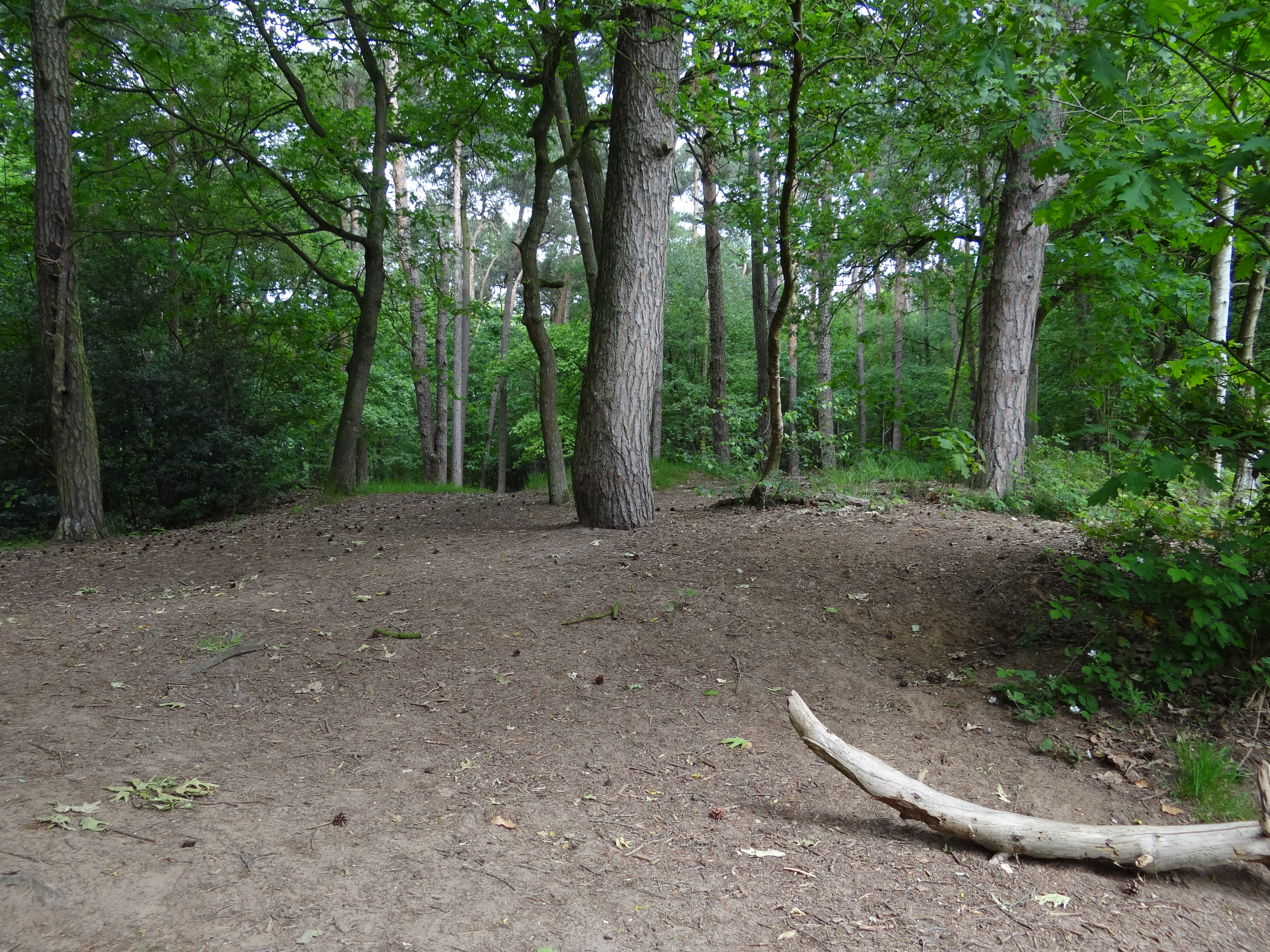
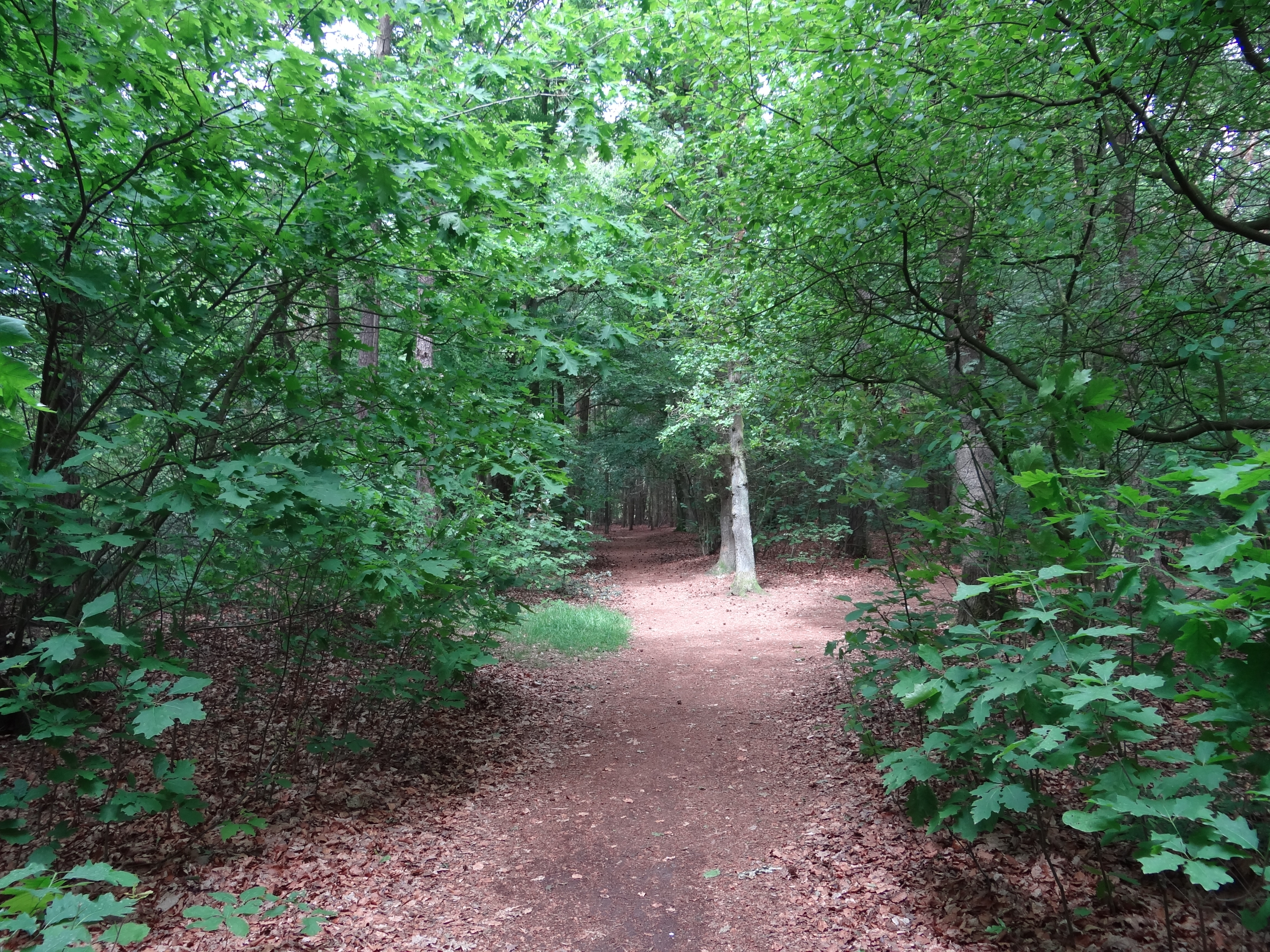
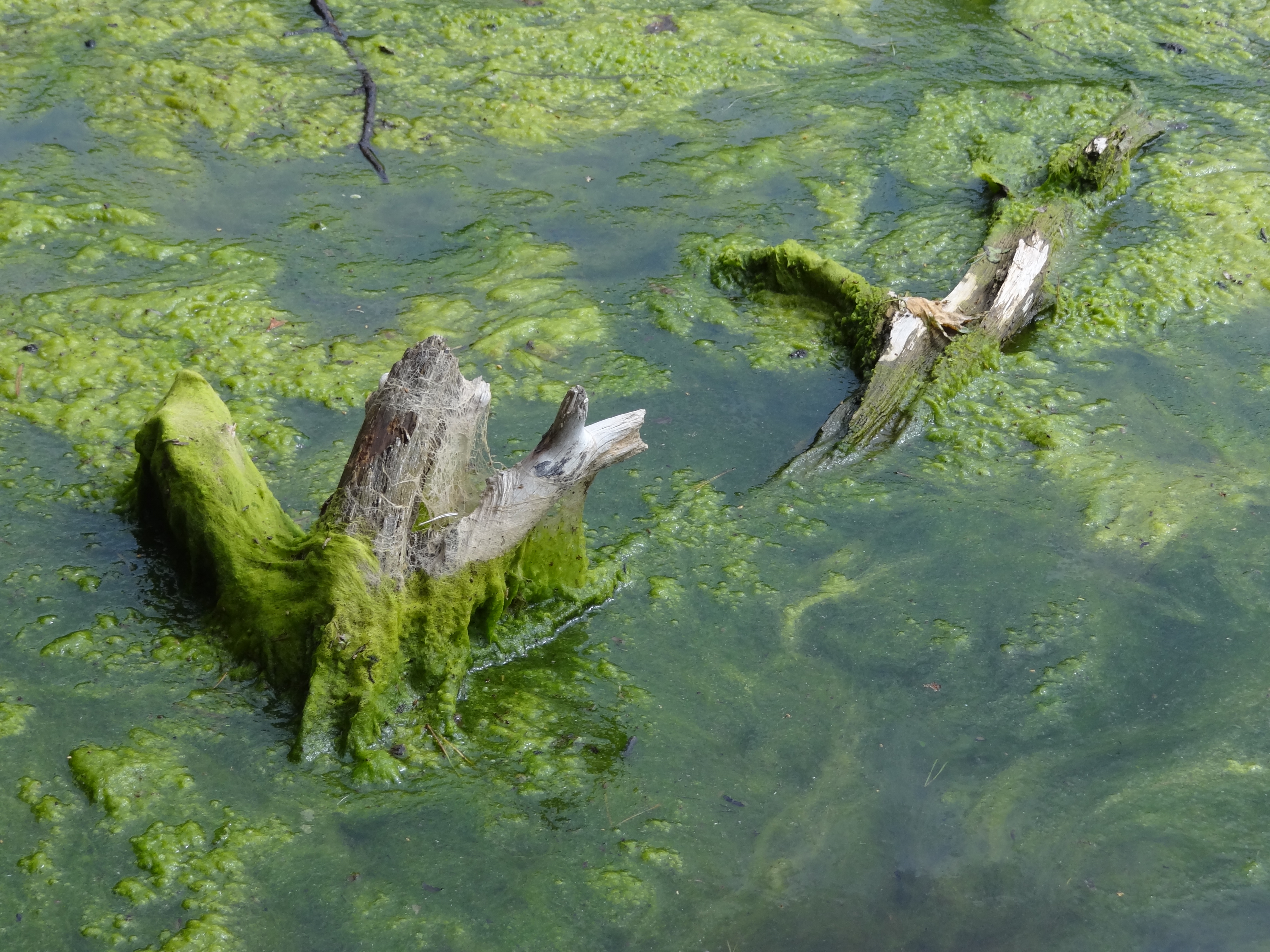
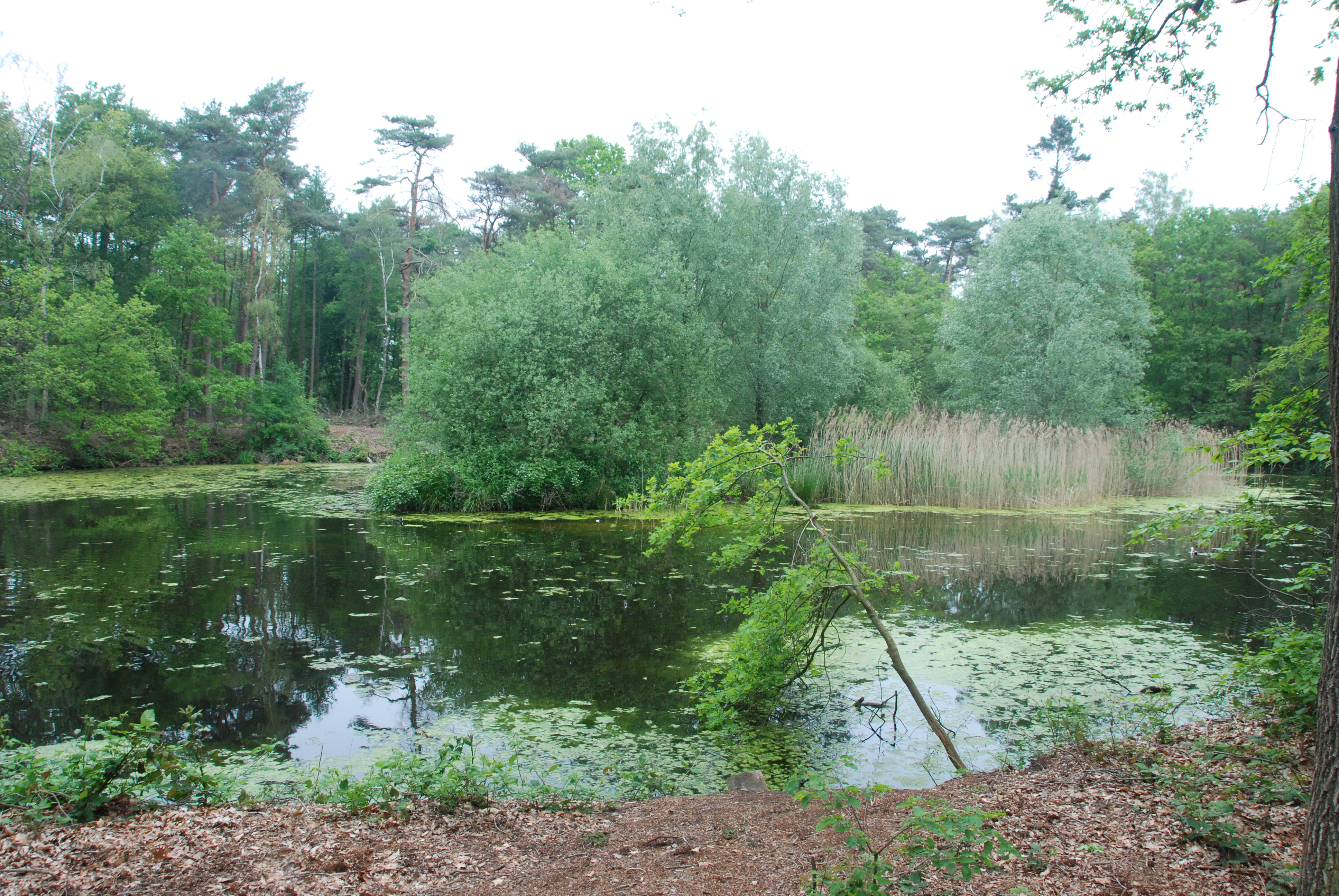
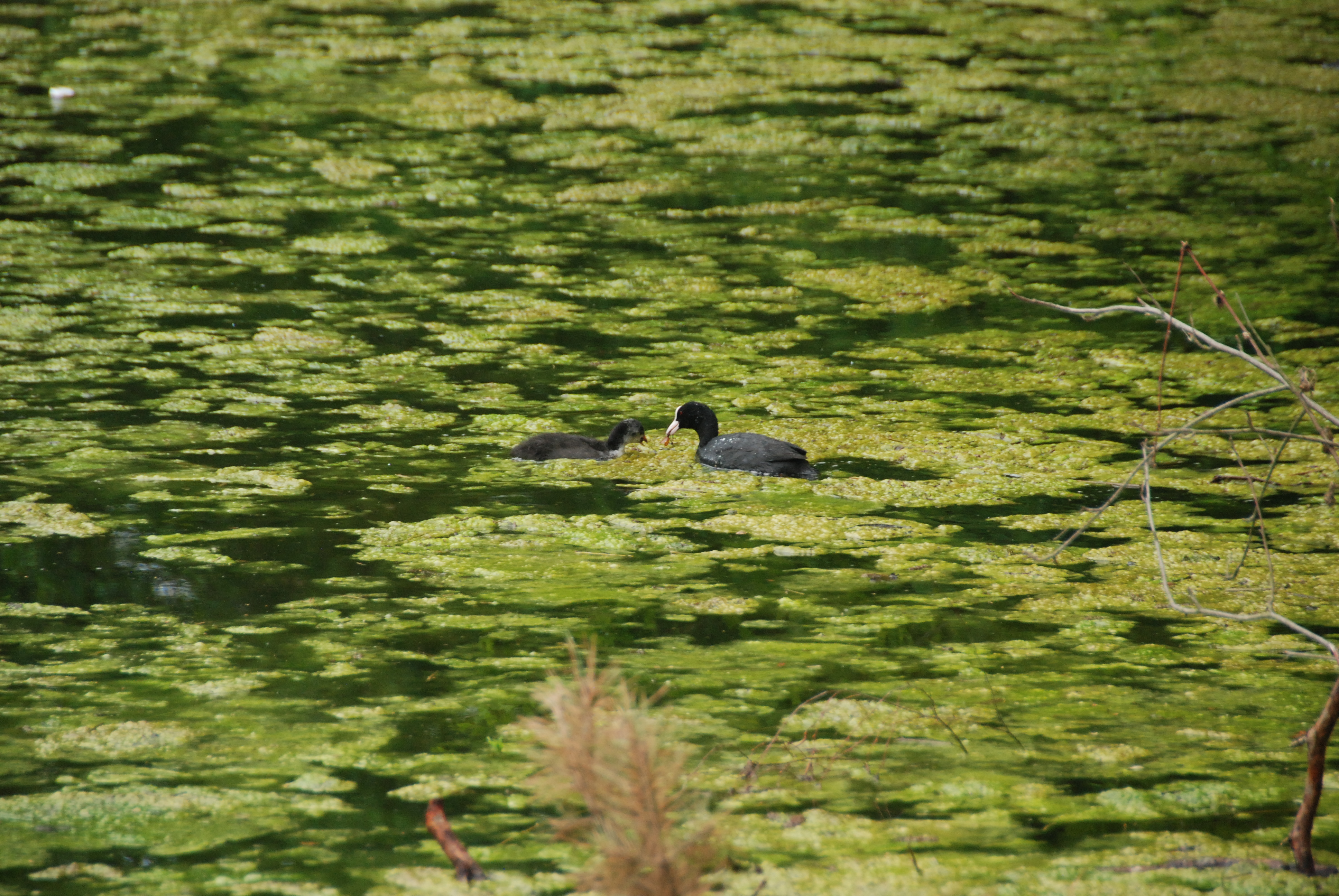
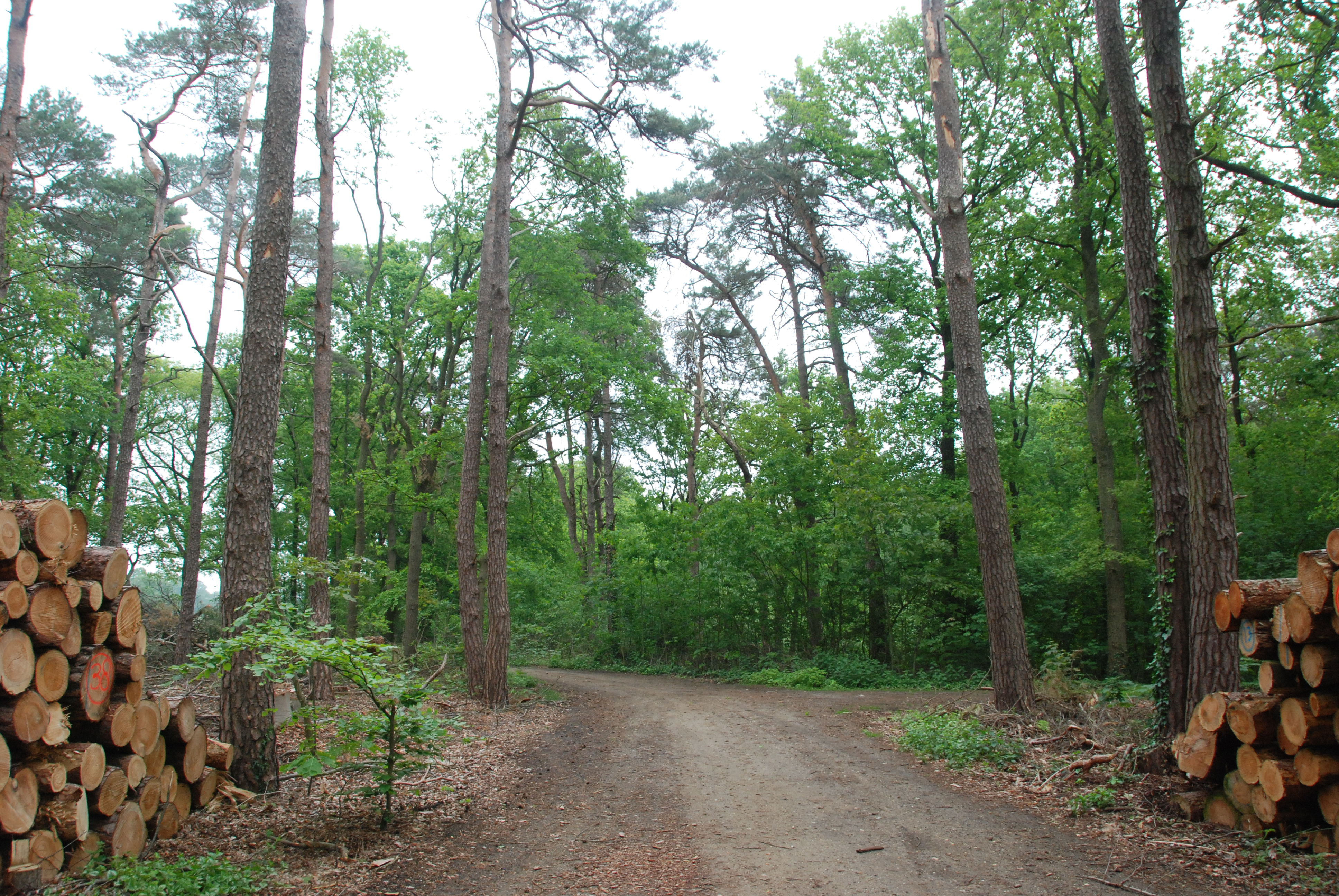